# Tahuantinsuyoa chipi
Espèce
Statut de conservation UICN

 VU B1ab(iii) : Vulnérable
Tahuantinsuyoa chipi est une espèce de poisson de la famille des Cichlidés endémique de la rivière Pachitea au Pérou.